# Genetisch gemodificeerd organisme
Een genetisch gemodificeerd organisme of genetisch gemanipuleerd organisme (ggo) is een organisme waarvan het genetisch materiaal is gewijzigd door gebruik te maken van genetische technologie. Het kan hierbij gaan om een cisgeen of transgeen organisme.

## Toepassingen
De modificatie van genen van organismen kent verschillende toepassingen. Bijvoorbeeld ter verbetering van de productie van geneesmiddelen en voedsel, gentherapeutische behandelingen en onderzoek bij ziekten. Hieronder onderscheiden we verschillende organismen die voor deze doelen genetisch gemodificeerd zijn.

### Micro-organismen
Transgene micro-organismen worden over de hele wereld gebruikt voor het produceren van verschillende stoffen, zoals antibiotica en citroenzuur. Ze worden hiervoor in grote fermenteervaten gekweekt. Vele tientallen geneesmiddelen worden op deze manier al gemaakt. Voorbeelden zijn insuline en andere peptidehormonen zoals epo, FSH en groeihormoon, TPA, cytokinen, interleukine, interferon, monoklonale antistoffen, stollingsfactoren en vaccins tegen onder andere hepatitis B en kinkhoest.

Voor het verkrijgen van een lager alcoholpercentage in wijn worden er proeven gedaan met de ggo-gist met het glucose-oxidasegen afkomstig van de schimmel Aspergillus niger.
Vele geneesmiddelen worden via de recombinant-DNA-techniek met behulp van gist geproduceerd. Het genoom van de gist Saccharomyces cerevisiae was een van de eerste genomen van een levend wezen dat geheel bekend was. Gist is een veelgebruikte soort bij genetische experimenten.

### Planten
Van een aantal gewassen bestaan varianten die door genetische modificatie zijn aangepast. De aanpassing is bedoeld om de rassen resistent te maken tegen ziekten of tegen bepaalde bestrijdingsmiddelen, of soms om extra voedingsstoffen te bevatten of onder slechtere omstandigheden te kunnen groeien, of worden gebruikt voor de productie van medicijnen. Ook kunnen planten via genetische modificatie worden gebruikt voor de productie van medicijnen. In de Verenigde Staten worden binnenkort deze planten geteeld en als eerste is een ggo van rijst voor dit doel nu toegelaten.
Veredelingsbedrijven hebben inmiddels een hele reeks genetisch gemodificeerde rassen gekweekt en op de markt gebracht. Zo zijn maïsrassen resistent gemaakt tegen de Europese maïsboorder (Ostrinia nubilalis) en zijn rassen van maïs, katoen, koolzaad en suikerbieten ongevoelig gemaakt voor bepaalde herbiciden. Hierdoor kunnen deze planten besproeid worden met die herbiciden waardoor concurrerende onkruiden wel, maar de te oogsten planten zelf niet te gronde gaan. Bij tomaat zijn er ggo-rassen met vertraagde rijping en langere houdbaarheid. Bij tabak wordt de mogelijkheid onderzocht van productie van geneesmiddelen tegen kanker.

#### Gouden rijst
Gouden rijst is een variant van rijst die bètacaroteen bevat, een stof die in het lichaam wordt omgezet tot vitamine A. Dit gewas is bedoeld om vitamine A-deficiëntie, die leidt tot blindheid, in derdewereldlanden te bestrijden. In 2005 is een nieuwe variant ontwikkeld die tot 23 keer meer bètacaroteen bevat dan de oorspronkelijke variant. In 2018 werd Gouden Rijst goedgekeurd voor menselijke consumptie in de Verenigde Staten, Canada, en Australië & Nieuw-Zeeland.

### Dieren

#### Malariamug
Amerikaanse wetenschappers hebben een gen in een malariamug ingebracht dat een molecuul produceert dat de levenscyclus van een malariaparasiet Plasmodium sp blokkeert. Door dit gen kan de parasiet niet meer in de speekselklieren van de ggo-mug komen. Het grote probleem is nu echter om de natuurlijke mug te laten verdringen door de genetisch gemodificeerde.
Er worden ook andere pogingen gedaan om insecten zoals de malariamug te bestrijden met gebruik van genetische modificatie. Het idee is om mannetjes te kweken met een dominant dodelijk (letaal) gen dat alleen in vrouwtjes tot expressie komt. Grote hoeveelheden van zulke mannetjes worden dan losgelaten, zij zullen paren met de in het wild voorkomende vrouwtjes. Als resultaat zullen alle vrouwelijke nakomelingen van de wilde vrouwtjes overlijden voordat ze nageslacht produceren. Deze techniek is al lang bekend en is bij verscheidene soorten schadelijke vliegen al met succes toegepast, maar nog niet als de mannetjes genetisch gemodificeerd waren.

#### Grazers
De stier Herman, maar ook geiten en schapen zijn met gentechnologie aangepast voor het maken van bepaalde stoffen in hun melk voor medicinale doeleinden zoals het menselijke serumalbumine (de stier Herman natuurlijk niet zelf, maar wel via zijn vrouwelijke nakomelingen).
In 2007 werd gepubliceerd dat het gelukt is door middel van genetische technieken koeien te fokken die niet meer het prioneiwit bezitten dat ze vatbaar maakt voor BSE. Hun ontwikkeling lijkt verder normaal te verlopen.

#### Vissen
Sinds een aantal jaren zijn er genetisch gemodificeerde aquariumvissen in de handel. Een bekend voorbeeld is de gloeivis, een zebravis waarbij men een gen van koraaldieren heeft ingeplant waardoor het visje lichtgevend is geworden. Binnen de Europese Unie is het particulieren verboden te handelen in dergelijke vissen.

##### Zalm
De AquAdvantage-zalm is gemaakt door een gen van een paling en het groeihormoongen van een bepaalde zalm in de Atlantische zalm te zetten, waardoor deze ggo-zalm twee keer sneller groeit. Dat hij ook zes keer zo groot zou worden als een normale zalm is een fabeltje, de eindgrootte is dezelfde. Echter, wellicht het belangrijkste voordeel voor de industrie, is dat de AquAdvantage-zalm ook onder koude omstandigheden blijft doorgroeien. Dit in tegenstelling tot niet gemodificeerde. Hierdoor kunnen gemodificeerde zalmen twee keer per jaar 'geoogst' worden in plaats van slechts één keer. Ze hebben ook 30% minder voer nodig om hun oogstgewicht te bereiken. Het biobedrijf Aqua Bounty Technologies Inc, dat de vis ontwikkelde, heeft de Amerikaanse Food and Drug Administration in 2010 om toestemming gevraagd de zalm aan vistelers te mogen verkopen. Naar de gezondheidsrisico's is geen enkel onderzoek gedaan. Maar volgens het bedrijf smaakt het prima. Tegenstanders wijzen onder meer op de kans dat zo'n zalm ontsnapt. In een Greenpeace-rapport uit 2000 wordt een onderzoek, verricht aan de Purdue-universiteit aangehaald waarin gesteld wordt dat slechts enkele ontsnapte transgene zalmen al genoeg kunnen zijn om de hele plaatselijke wilde vispopulatie uit te roeien. Deze onderzoekers gebruikten echter een wiskundig simulatiemodel en deden geen onderzoek aan zalmen. Als het bedrijf groen licht krijgt, komt het met een gemodificeerde forel en dito tilapia. Canadese onderzoekers willen goedkeuring krijgen voor een varken ('enviropig') dat fosfor uit plantvoeding efficiënter verteert. Eerder keurde het FDA een gemodificeerde geit goed.

#### Proefdieren

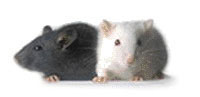
Knock-out muizen

Gentechnologie wordt ook gebruikt voor het aanpassen van dieren ten behoeve van onderzoek. Een veel toegepaste techniek is het creëren van een knock-out stam. Deze techniek die in 1989 voor het eerst werd toegepast in muizen wordt gebruikt om gericht een bepaald gen uit te schakelen. Op deze manier kan onderzocht worden welke functie dit gen vervult. Deze techniek wordt vrij algemeen toegepast bij muizen, maar is ook mogelijk bij ratten. Een voorbeeld van een knock-out muis is een stam waarbij het ApoE4 gen is uitgeschakeld. Dit gen is een belangrijke risicofactor bij mensen voor het ontwikkelen van de Ziekte van Alzheimer. Deze muizen bleken een verminderd leervermogen te hebben en andere karakteristieke kenmerken te hebben die kenmerkend zijn voor Alzheimer.

### Mensen

#### Gentherapie
Gentherapie is een behandeling om erfelijke aandoeningen te genezen. Bij erfelijke aandoeningen is er sprake van een afwijkend of ontbrekend gen dat ziekteverschijnselen veroorzaakt. Bij gentherapie wordt een gezond gen in de lichaamscellen van de patiënt ingebracht. Het is niet altijd nodig dat dat in alle lichaamscellen gebeurt - dat zou gentherapie nagenoeg onmogelijk maken; bij de behandeling van bijvoorbeeld hemofilie is het voldoende om de cellen die bepaalde stollingsfactoren aanmaken te genezen. Een probleem bij deze vorm van behandeling is dat cellen, die een bepaald groot molecuul aanmaken dat voor de patiënt niet lichaamseigen is, meestal een afweerreactie zullen oproepen en worden vernietigd. Er zijn wereldwijd nog maar een paar zeer specifieke en zeldzame gevallen waarin gentherapie bij mensen ooit enig succes heeft gehad. Ook zijn er gevallen waarin de patiënt aan de behandeling overleed.
In 1991 werd in Italië voor het eerst met enig succes gentherapie toegepast op een mens bij een bepaalde vorm van SCID (Severe Combined Immunodeficiency) en een jaar later in Londen. De behandeling bestond uit het vervangen van het niet-functionerende gen voor het enzym (ADA). Het werkende gen werd in lymfocyten ingebracht. De hiervan afkomstige bloedcellen produceren het ADA. De lymfocyten gaan na een paar maanden tot een jaar dood, zodat de behandeling herhaald moet worden. Daarom werd de behandeling later met stamcellen herhaald.

#### Gendoping
Er wordt gespeculeerd over gendoping, waarbij op vergelijkbare wijze als bij gentherapie, sporters in staat worden gesteld betere prestaties te leveren. Meer dan pure speculatie is dit voorlopig nog niet, omdat de techniek hiervoor nog niet genoeg ontwikkeld is.